# إدوارد فورد
إدوارد فورد (بالإنجليزية: Edward Ford)‏ هو طبيب أسترالي، ولد في 15 أبريل 1902 في Bethanga, Victoria ‏ في أستراليا، وتوفي في 27 أغسطس 1986 في بوتس بوينت ‏ في أستراليا.